# جيسوس روجاس
جيسوس روجاس (بالإسبانية: Jesus Rojas)‏ هو سياسي سلفادوري ونيكاراغوي، ولد في 15 يونيو 1950، وتوفي في 11 أبريل 1991 بسبب قتل في المعركة.